# Wendlandia formosana
Wendlandia formosana är en måreväxtart som beskrevs av John Macqueen Cowan. Wendlandia formosana ingår i släktet Wendlandia och familjen måreväxter. Inga underarter finns listade i Catalogue of Life.